# Museum des slowakischen Dorfes
Das Museum des slowakischen Dorfes (slowakisch Múzeum slovenskej dediny) ist ein Freilichtmuseum in der nördlichen Slowakei und die größte volkstümliche Ausstellung im Freien im ganzen Land. Es befindet sich im Teil Jahodnícke háje südlich des Stadtzentrums von Martin und gehört zum Netzwerk des Slowakischen Nationalmuseums.

## Geschichte

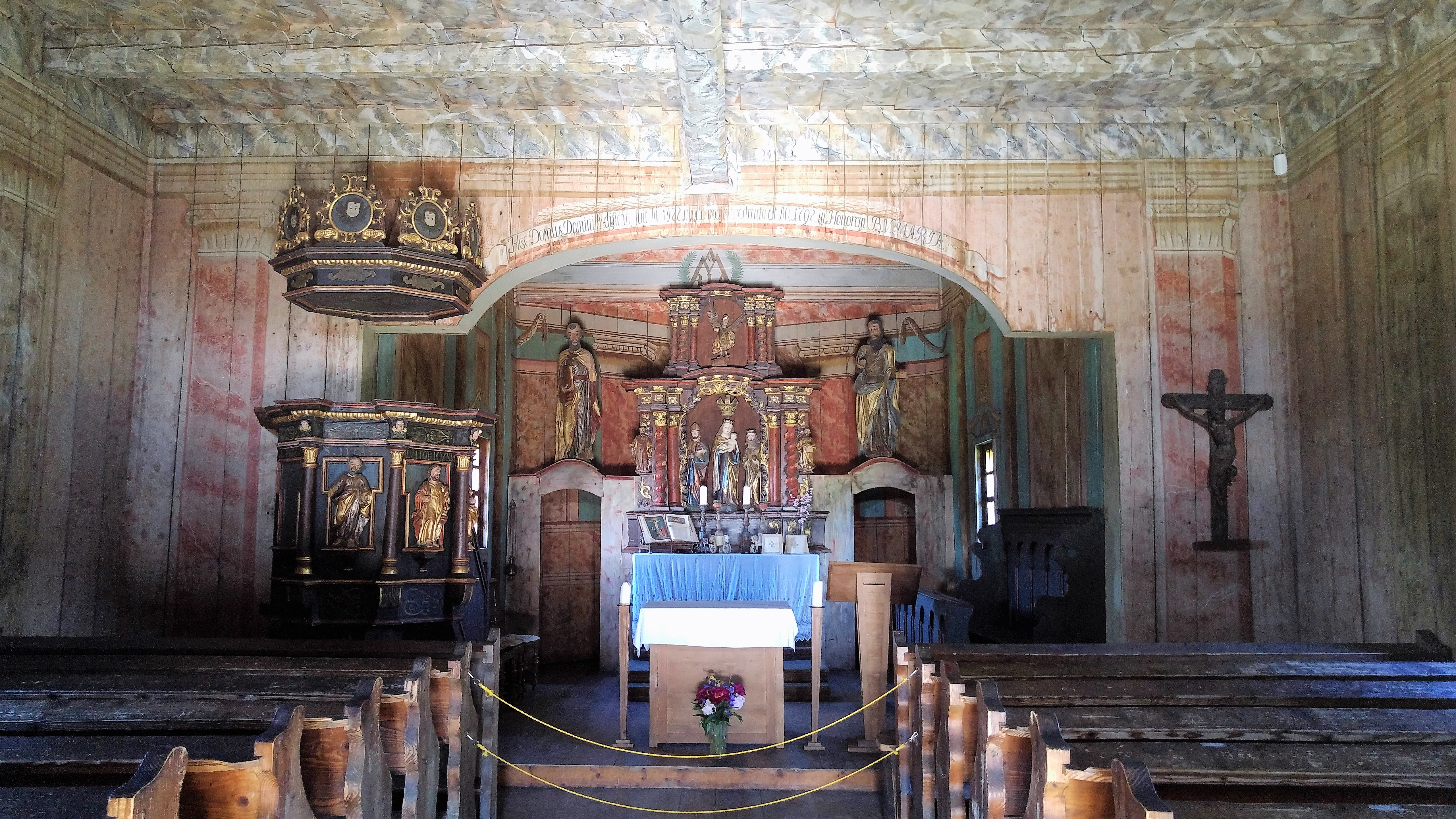
Das Innere der Kirche aus Rudno

Die ersten Gedanken über eine gesamtslowakische volkstümliche Ausstellung erschienen Ende des 19. Jahrhunderts, als die Slowakei noch ein Teil von Österreich-Ungarn war. Aber erst 1931 kam ein detaillierter Vorschlag zum Bau eines Heimatmuseums in Martin. 1943 wurde das erste Gebäude, ein Glockenturm aus Košťany nad Turcom, in den Botanischen Garten des Slowakischen Nationalmuseums in Martin gebracht.
1964 wurde vom Slowakischen Nationalrat der Bau eines Museums der Volksarchitektur im Martin gutgeheißen. Am 5. November 1968 legte man den Grundstein im Fundament eines Gasthauses aus Oravská Polhora. Die erste Teileröffnung fand im Jahr 1972 mit ersten Bauobjekten aus der Landschaft Orava statt. In den 1970er und 1980er Jahren wurde das Museum um Gebäude aus den Landschaften Kysuce-Podjavorníky, Liptov und Turiec ausgebaut, wobei der Ausbau nach 1990 weitgehend eingestellt wurde, sodass die Ausstellung zur Landschaft Turiec entgegen der ursprünglich gedachten Ausführung nicht fertiggestellt wurde. 1991 begann ein regelmäßiger saisonaler Betrieb vom Mai bis Oktober, seither werden auch regelmäßige Veranstaltungen durchgeführt. Seit 2004 ist das Museum ganzjährig in Betrieb.

## Bauobjekte

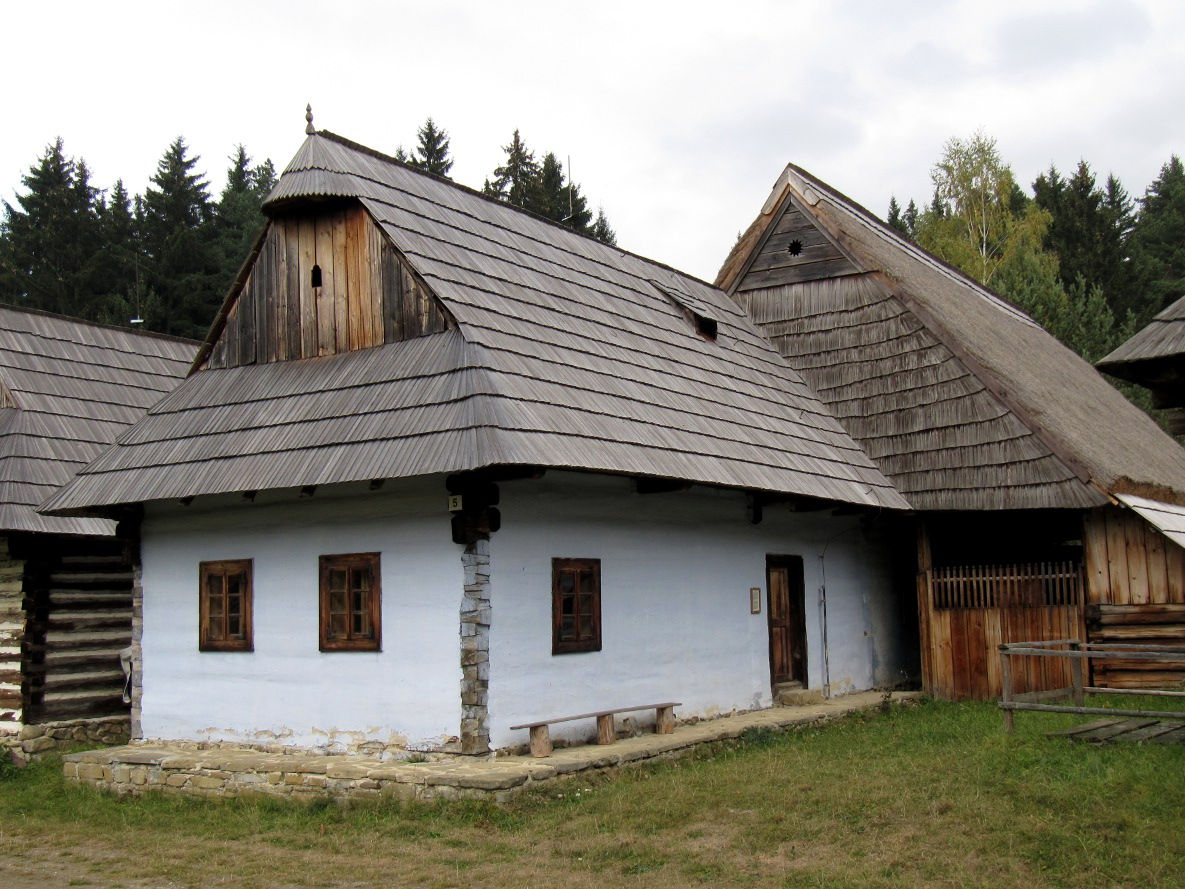
Wohnbauten aus Liptovská Sielnica

Heute präsentiert das Museum die Volksarchitektur, Wohnkultur und Lebensweise der Einwohner der Nordwest- und Nordslowakei in der zweiten Hälfte des 19. und in der ersten Hälfte des 20. Jahrhunderts. Im 15,5 ha großen Areal stehen insgesamt 143 Bauobjekte, davon sind 22 (zumeist landwirtschaftliche Anwesen) auch im Inneren ausgestattet und für Besucher geöffnet. Neben Wohnhäusern und Wirtschaftsbauten sind auch einzelne technische, gesellschaftliche und sakrale Bauwerke vertreten. 
Einige interessante Objekte sind die hölzerne römisch-katholische Kirche aus dem Jahr 1792 aus Rudno, eine Laube aus Slovenské Pravno, Wagenschuppen aus Moškovec, ein Gasthaus aus Oravská Polhora, eine Ölfabrik aus Oravské Veselé, ein Landadelhaus aus Vyšný Kubín und eine Schule aus Petrovice.

## Veranstaltungen

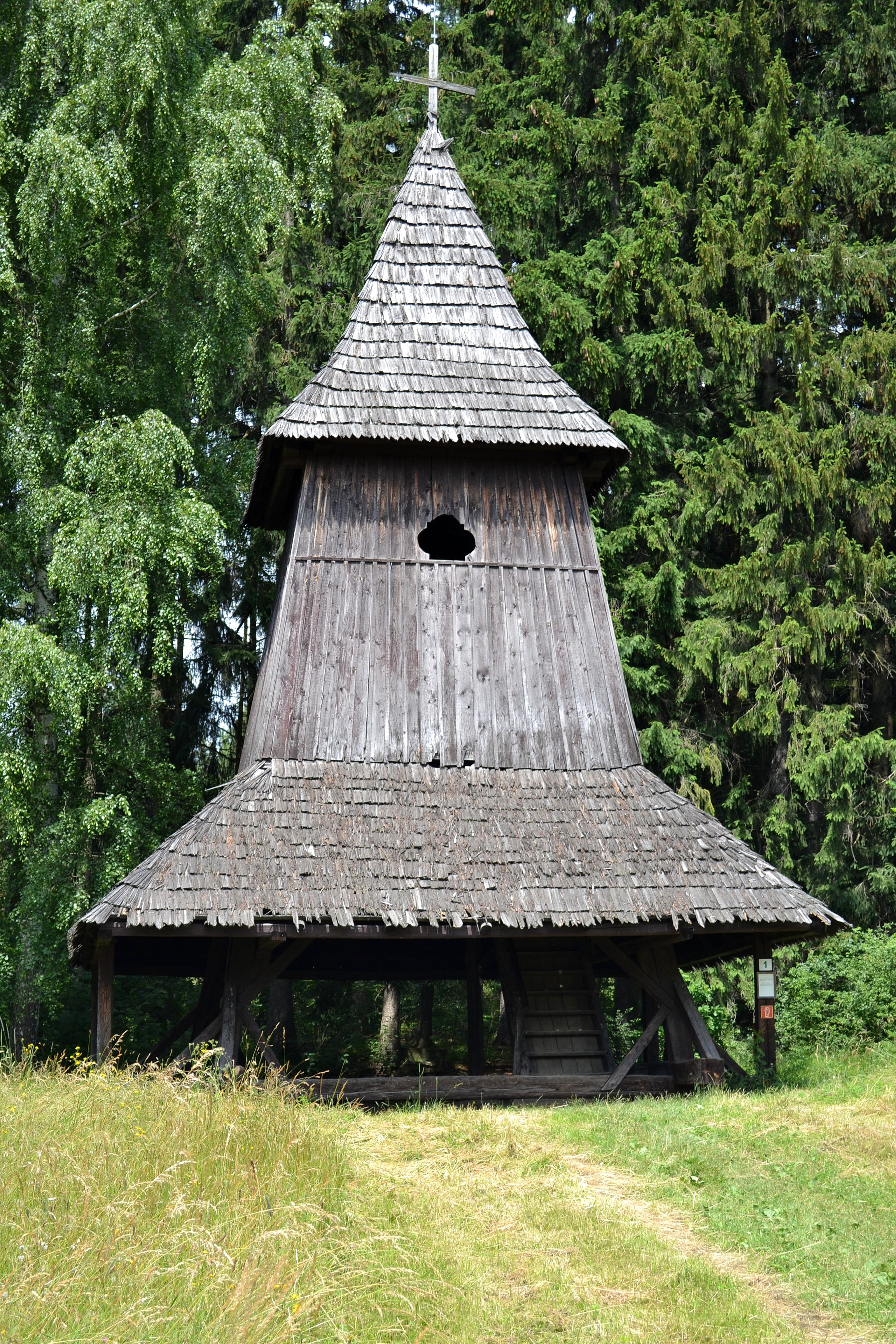
Kopie eines Glockenturms aus Trstené

Seit 1991 organisiert das Museum im Rahmen des Jahres der Volkskunde thematische Veranstaltungen mit Vorführung traditioneller Produktion, Handwerk, Bräuchen und Volkskunst. Beispiele sind Der Fasching endet bald, Ostern am Land, Aufstellen der Maibäume, Kindersonntag, Annaball, Michaelsmarkt oder Weihnachten am Land.